# 庫姆拉 (瑞典)
庫姆拉（瑞典語：Kumla）是瑞典厄勒布魯省库姆拉市镇的城区。2010年，庫姆拉有人口14,062人。庫姆拉位於厄勒布魯以南15公里。